# کلمنت هشتم

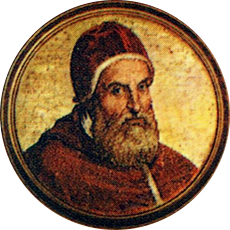

پاپ کلمنت هشتم (به لاتین: Clemens VIII) (متولد ۲۴ فوریه ۱۵۳۶ - درگذشت ۳ مارس ۱۶۰۵) یکی از پاپ‌های کلیسای کاتولیک رم بود که در ایتالیا به دنیا آمد و از ۱۵۹۲ تا ۱۶۰۵ میلادی پاپ بود.